# Campuzan
Campuzan é uma comuna francesa na região administrativa de Occitânia, no departamento dos Altos Pirenéus. Estende-se por uma área de 6,62 km², Em 2010 a comuna tinha 156 habitantes (densidade: 23,6 hab./km²)..